# Aa (societate secretă)
Aa – societate secretă catolică pentru formarea tinerilor studenți laici și clerici. Nu se cunoaște numele ei adevărat; a fost notată cu misterioasa siglă «Aa» (care ar însemna: „Assemblée des Associés”).
Înființată în 1632 în Colegiul iezuiților de La Fléche (în Franța), unde se prezenta ca o congregație secretă în interiorul Congregației Mariane a Colegiului (care era publică).
Asociația își propunea să constituie un grup de asociați plin de zel pentru scopurile Congregației. Acest fel de ascociații erau prezente și în Italia și Germania încă de la fine le secolului al XVI-lea. Din La Fléche obiceiul de a se asocia în secret a trecut în Colegiul din Clermont (Paris) în 1643, unde asociația s-a organizat în mod definitif. Membrii ei erau ținuți la cel mai strict secret cu privire la tot ce constituia esența societății. Aceste societăți au mai fost numite și „Bons Amis” de către simpatizanți, iar de cei „răuvoitori” „Bagotiens”, de la numele preotului Bagot.
În 1658 centrul organizației trece la Toulouse, unde bretonul Vincent de Meur (primul superior al Seminarului pentru Misiuni Externe) a proiectat divizarea Societății. Proiectul a fost dus la îndeplinire abia în 1676: o parte dintre studenții, care se pregăteau pentru preoție și viețuiau în afara Seminariilor, au format „l’Assamblée des clercs”; iar ceilalți studenți mireni, „l’Assamblée des laïcs”.
În Franța, Societatea avea organizații în peste 30 de orașe; mai era prezentă în Canada, Italia, Elveția, Germania.
În 1871 s-a format un puternic centru la Torino, centru căruia îi aparține slujitorul lui Dumnezeu, Pio Brunone Lanteri. Biografii acestuia au interpretat eronat sigla Aa ca fiind „Amiciția Anonimă”.